# Jakubowo (województwo podlaskie)
Jakubowo – osada położona w województwie podlaskim, w powiecie hajnowskim, w gminie Dubicze Cerkiewne.
W latach 1975–1998 administracyjnie należała do województwa białostockiego. Do 2024 roku Jakubowo było przysiółkiem wsi Długi Bród.
Prawosławni mieszkańcy wsi należą do parafii Wniebowstąpienia Pańskiego w Orzeszkowie.